# André Schulz (Journalist)

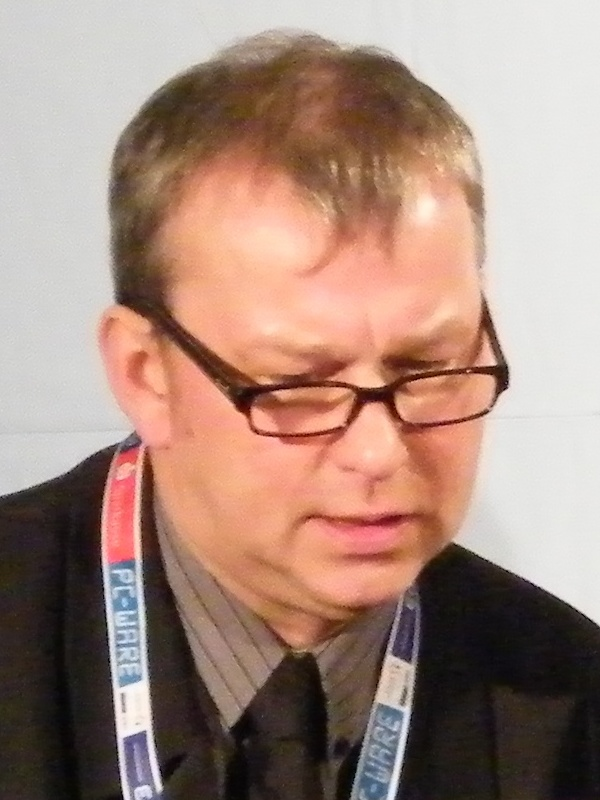
André Schulz (2008)

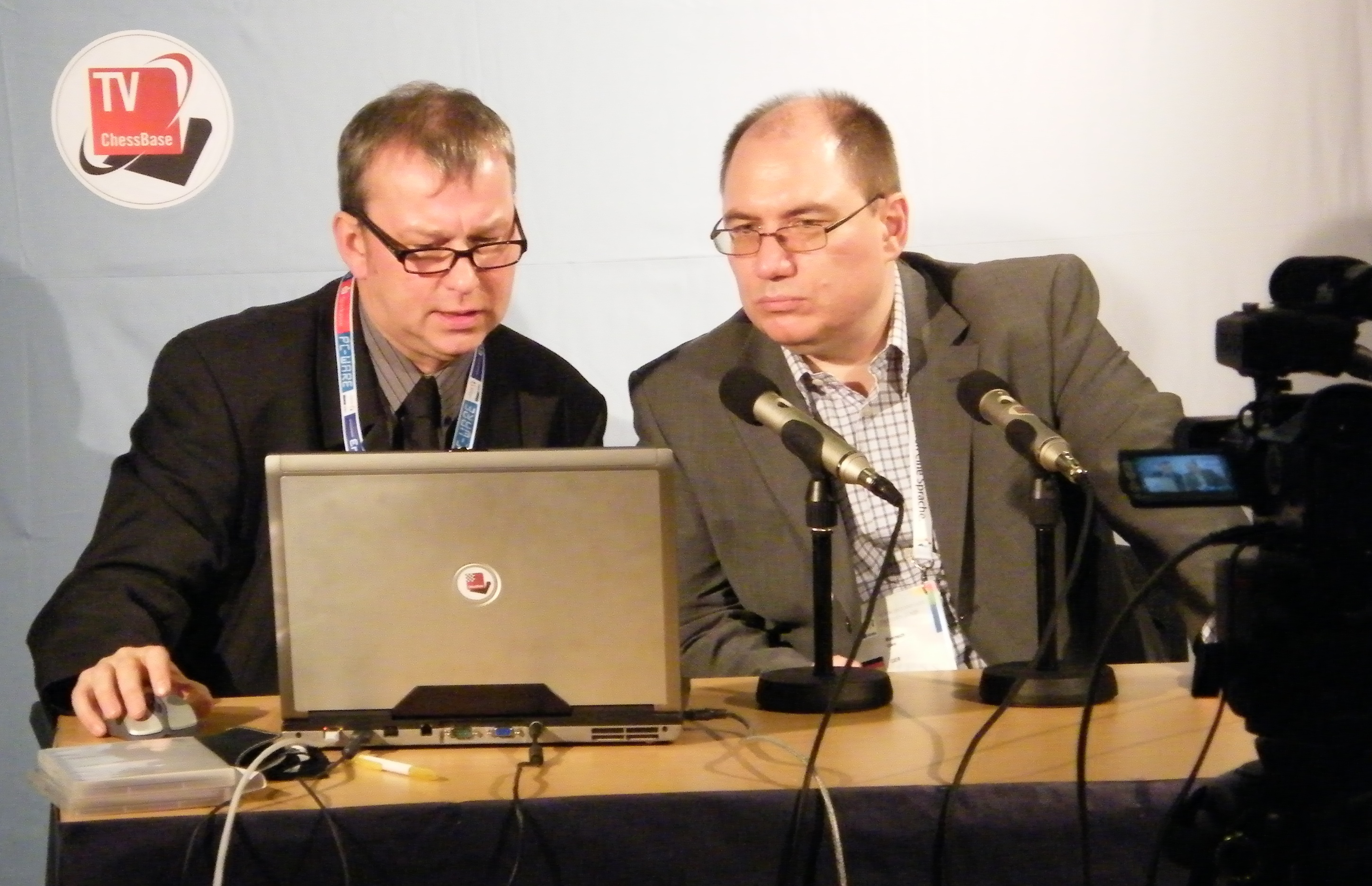
Moderator André Schulz und Bundestrainer Uwe Bönsch bei einer TV-ChessBase-Übertragung während der 38. Schacholympiade (2008)

André Schulz (* 1959) ist ein deutscher Journalist und Autor mit Schwerpunkt Schach und Computerschach. Seit 2001 ist er Chefredakteur der deutschsprachigen Nachrichtenseite von ChessBase.

## Leben
Nach dem Abitur 1979 am Konrad-Adenauer-Gymnasium in Bonn studierte er von 1980 bis 1986 an der Rheinischen Friedrich-Wilhelms-Universität Bonn.
Seit 1991 arbeitet er bei ChessBase, einem deutschen Unternehmen mit Sitz in Hamburg, das Schachsoftware entwickelt und vertreibt sowie eine Schachdatenbank betreibt. 1997 wurde er Redakteur und 2001 Chefredakteur des Online-Nachrichtenportals von ChessBase.
André Schulz ist Mitglied der Redaktion des ChessBase Magazins. Er verfasste in mehr als 15 Jahren über 16.000 Meldungen, Beiträge und Artikel. Seit 2003 moderiert er zusammen mit Oliver Reeh das TV ChessBase. Er gehörte zum Entwickler-Team der Schachsoftware Deep Fritz.
Der Schachexperte veröffentlichte 2015 sein Buch über 46 Schach-Weltmeisterkämpfe von Steinitz bis Carlsen, das 2016 auch in englischer Sprache erschien.
Seit 1976 ist er Mitglied im Godesberger Schachklub und hatte 2004 seine bisher höchste Spielstärke mit einer DWZ (Deutsche Wertungszahl) von 2130 Punkten.

## Veröffentlichungen
- The Big Book of World Chess Championships. New in Chess, Alkmaar 2016, ISBN 978-90-5691-635-0.
- Das große Buch der Schach-Weltmeisterschaften: 46 Titelkämpfe – von Steinitz bis Carlsen. New In Chess, Alkmaar 2015, ISBN 978-90-5691-637-4.
- Welt des Schachs. ChessBase-CD, 1998, vergriffen
- Königsindisch mit f5–f4. ChessBase-CD, 1997, vergriffen